# Реквијем (филм)
Реквијем је југословенски филм из 1970. године.